# Saint-Lormel
Saint-Lormel is een gemeente in het Franse departement Côtes-d'Armor (regio Bretagne) en telt 867 inwoners (2005). De plaats maakt deel uit van het arrondissement Dinan.

## Geografie
De oppervlakte van Saint-Lormel bedraagt 9,7 km², de bevolkingsdichtheid is 89,4 inwoners per km².
De onderstaande kaart toont de ligging van Saint-Lormel met de belangrijkste infrastructuur en aangrenzende gemeenten.

## Demografie
Onderstaande figuur toont het verloop van het inwonertal (bron: INSEE-tellingen).

1. ↑  Populations de référence 2022.